# Íllar
Íllar és una localitat de la província d'Almeria, Andalusia. L'any 2005 tenia 419 habitants. La seva extensió superficial és de 19 km² i té una densitat de 22,1 hab/km². Les seves coordenades geogràfiques són 36° 59′ N, 2° 38′ O. Està situada a una altitud de 425 metres i a 34 quilòmetres de la capital de la província, Almeria.

## Demografia
| 1996 | 1998 | 1999 | 2000 | 2001 | 2002 | 2003 | 2004 | 2005 |
| ---- | ---- | ---- | ---- | ---- | ---- | ---- | ---- | ---- |
| 489  | 469  | 468  | 474  | 458  | 457  | 435  | 423  | 1419 |